# День єднання
День єднання — державна акція, що відбулася 16 лютого 2022 року згідно з Указом Президента України.
Акція була оголошена «З метою посилення консолідації українського суспільства, зміцнення його стійкості в умовах зростання гібридних загроз, інформаційно-пропагандистського, морально-психологічного тиску на суспільну свідомість…», згідно з Указом Президента України «Про невідкладні заходи щодо консолідації українського суспільства» від 14 лютого 2022 року № 53/2022.

## Історія
Ідея Дня єднання виникла на початку лютого 2022 року, коли з'явилася інформація про те, що саме 16 лютого Росія може здійснити повномасштабне вторгнення в Україну.
Зовнішні та внутрішні виклики, що постали сьогодні перед Україною, вимагають від кожного громадянина відповідальності, впевненості та конкретних дій.
Відповідно, 14 лютого 2022 року, з метою посилення консолідації українського суспільства, зміцнення його стійкості в умовах зростання гібридних загроз, Президент України Володимир Зеленський видав Указ, згідно з яким 16 лютого 2022 року визначене Днем єднання в Україні. Про це він повідомив у відеозверненні до українців у понеділок, 14 лютого 2022 року. «Нам кажуть, що 16 лютого стане днем нападу. Ми зробимо його Днем єднання. Відповідний указ уже підписано. Цього дня ми вивісимо національні прапори, надягнемо синьо-жовті стрічки та покажемо всьому світу нашу єдність».

## Офіційне святкування
Початок заходів із відзначення Дня єднання у 2022 році, згідно з Указом Президента України, сплановано на 10:00 16 лютого 2022 року в усіх населених пунктах України.
14 лютого 2022 року, Кабінет Міністрів України затвердив план заходів із відзначення Дня єднання.
15 лютого 2022 року, на пресконференції у Києві, Міністр культури та інформаційної політики Олександр Ткаченко повідомив, що 16 лютого на усіх телеканалах країни заплановано проведення телемарафонів.
16 лютого, згідно з Указом Президента України, заплановане:
- підняття Державного Прапора України на будинках і спорудах в усіх населених пунктах;
- виконання о 10.00 Державного Гімну України;
- проведення закордонними дипломатичними установами України в державах перебування відповідних іміджевих заходів, спрямованих на єднання та підтримку України;